# Mörel-Filet
Mörel-Filet is een gemeente in het Zwitserse kanton Wallis, en maakt deel uit van het district Östlich Raron. De gemeente ligt aan de Rhône.
Mörel-Filet telt 703 inwoners.

## Geschiedenis
De gemeente is op 1 januari 2009 ontstaan door de fusie van de toenmalige zelfstandige gemeenten Filet en Mörel.

## Verkeer en vervoer

### Wegverkeer
De Hauptstrasse 19 loopt door de gemeente.

### Spoorwegen
De gemeente heeft een station, station Mörel, aan de spoorlijn Brig - Disentis.
Bettmeralp · Bister · Bitsch · Grengiols · Mörel-Filet · Riederalp